# Память о Коста Хетагурове
Коста Леванович Хетагуров (осет. Хетӕгкаты Леуаны фырт Къоста; 3 [15] октября 1859, Нар — 19 марта [1 апреля] 1906, Георгиевско-Осетинское) — осетинский поэт, драматург, публицист, этнограф, живописец, общественный деятель. Основоположник осетинской литературы. Памяти Коста Хетагурова посвящены музеи, памятники в различных городах России и за её пределами, имя поэта присвоено населённым пунктам, другим географическим объектам, улицам, сооружениям, организациям и т. п.

## Музеи
- В 1939 году во Владикавказе, в доме где жил и работал К. Л. Хетагуров, был основан дом-музей К. Л. Хетагурова[2].
- В мемориальном доме-музее на малой родине Коста, в селе Нар, бережно сохраняется сакля, в которой родился и жил поэт[3].
- В Карачаево-Черкесии, в центре поселка Хетагурово, основанного в 1870 году осетинами — выходцами из Алагирского ущелья, располагается усадьба отца поэта, Левана Хетагурова. На территории усадьбы расположен родовой склеп Хетагуровых[4].
- Музей Коста Хетагурова действует в селе Хетагурово Цхинвальского района Южной Осетии[5].
- В 1970-х годах в целях популяризации просветительской деятельности К. Хетагурова было решено создать в Ставрополе народный литературный музей в доме художника-педагога В. И. Смирнова. Музей открылся 4 ноября 1977 года. В музее создан мемориальный комплекс К. Л. Хетагурова, экспонируются его вещи и живописные работы[6][7].

## Учреждения и организации культуры
Имя Коста Хетагурова носят:
- крупнейшее Высшее учебное заведение республики Северная Осетия — Алания Северо-Осетинский государственный университет (основан в 1920 году),
- Музей осетинской литературы имени Коста Хетагурова (Владикавказ)
- Юго-Осетинский государственный драматический театр имени Коста Хетагурова (Цхинвал)[8].
- МБОУ Средняя общеобразовательная школа № 13 им. К.Хетагурова (Владикавказ)[9]. Первоначально это была церковно — приходская школа, которая была основана при активном содействии Александра Цаликова, Даута Дзанаева и др. В школьном краеведческом музее хранятся архивные документы того времени; среди них заявление о приеме на работу Анны Цаликовой.
- МБОУ Средняя общеобразовательная школа № 2 (Ардон) с 1964 называется Ардонской средней школой № 2 имени К. Л. Хетагурова[10].

## Награды
В Северной Осетии-Алании существует Государственная премия Республики Северная Осетия-Алания имени Коста Хетагурова в области литературы и искусства. Первыми лауреатами премии в 1965 году стали Николай Тихонов и Владимир Тхапсаев.
В Южной Осетии также существует Государственная премия имени Коста Хетагурова, которая присуждается за вклад в культуру Республики Южная Осетия в области литературы, искусства, публицистики, осетинской филологии и исторических наук. Первыми лауреатами премии в 1976 году стали народный художник Осетии Махарбек Туганов, и писатель Георгий Дзугаев. Статус Государственной премии был возобновлен в 2007 году.

## Топонимы
Именем Коста Хетагурова названы:
- основанное отцом поэта осетинское село Коста-Хетагурова, в котором он скончался,
- селение Коста в Северной Осетии (осет. Къостайы хъӕу},
- село Хетагурово в Южной Осетии.

В 1944—1958 гг. город Назрань назывался посёлок Коста-Хетагурово.
Именем Коста Хетагурова названа вершина Главного Кавказского хребта (3680 м), расположенная в верховьях р. Земегондон (Северный склон), и Козыдон (Южный склон)..
Перевал Хетагурова (3780 м) расположенный в массиве Тепли-Архон, между вершинами Колота на севере и Тепли на юго-западе. Перевал соединяет ледник Северный Тепли на западе с ледником Восточный Тепли на востоке.

## Юбилейные торжества, посвященные Коста Хетагурову
Для Осетии Коста Хетагуров — символ Родины, символ любви к своей земле, всех лучших человеческих и творческих качеств. Традиция отмечать памятные даты связанные с именем Коста Хетагурова на государственном уровне восходит к 1938 году, когда на всесоюзном уровне отмечали 80-ю годовщиной со дня рождения Коста Хетагурова.
В 1939 году отмечалась 80 годовщина со дня рождения Коста Хетагурова
21 июля 1939 года было опубликовано постановление Совета нарордных комиссаров ССР и ЦК ВКП(б) о проведении празднования 80-летнего юбилея со дня рождения Хетагурова. Было принято решение:
- Провести 80-летний Юбилей Коста Хетагурова в октябре 1938 года.
- Переименовать селение Георгиевское-Осетинское КЧАО, где жил и умер К. Хетагуров переименовать в селение им. Коста Хетагурова
- Предложить СНК РСФСР:
  - в целях увековечивания памяти К. Хетагурова соорудить в гор. Орждоникидзе памятник поэту
  - установить пять постоянных ежегодных стипендий им. Коста Хетагурова наиболее одаренным учащимся литераторам, скульпторам и художникам
  - организовать музей осетинской литературы Коста Хетагурова в Орджоникидзе
  - Гослиту РСФСР издать массовым тиражом юбилейное издание сочинений Коста Хетагурова и сборник произведений писателей посвященных памяти Коста Хетагурова.
- Поручить Президиуму АН СССР издать полное академическое собрание сочинений Коста Хетагурова

По поручению ЦК ВКП(6), была создана правительственная комиссия во главе с председателем Союза писателей СССР А. Фадеевым по проведению 80-летнего юбилея Коста Хетагурова на родине поэта — в ауле Нар Северной Осетии.
Программа праздничных мероприятий, проходивших в Орджоникидзе:
- 20 ноября. Торжественное собрание партийных и общественных организаций в г. Орджоникидзе вместе с гостями, посвященное 80-летию со дня рождения К. Хетагурова
- 21–22 ноября. Пленум Союза Советских писателей СССР
  - В перерывах между заседаниями пленума состоялась закладка монументального памятника Коста Хетагурову в Орджоникидзе
  - Открытие памятника Коста Хетагурову в Городском парке культуры и отдыха
- 23 ноября
  - посещение могилы Коста Хетагурова, во время которого состоялось возложение венков и выступление поэтов
  - посещение Музея осетинской литературы им. Коста Хетагурова.
- 24 ноября состоялся выезд участников торжеств на родину Коста в село Нар, митинг и открытие памятника К. Хетагурову в с. Нар.

Концертная программа торжеств включала:
- Показы спектакля «Коста» Осетинского государственного драматического театра
- Концерт Северо-Осетинского государственного ансамбля песни и пляски
- Показ Городским русским драматическим театром спектакля «Певец народа» (Коста) -Кусова
- Показ Городским русским драматическим театром спектакля «Фатима» — Коста

К столетию Коста в Орджоникидзе был открыт Дом-музей К. Л. Хетагурова.
В 1939 году к 80-летию К. Л. Хетагурова в селе Нар, на основе сакли, где родился и жил поэт был основан Мемориальный музейный комплекс.
В перерывах между заседаниями Пленума Союза писателей, состоялась открытие памятника Коста Хетагурову в Городском парке культуры и отдыха, закладка монументального памятника Коста Хетагурову в Орджоникидзе.
В связи с празднованием 80-летия Коста Хетагурова, решением Президиума Городского Совета города Орджоникидзе, 22 сентября 1939 года Пролетарский парк был переименован в парк имени Коста Хетагурова.
В 1939 году, в связи с 80-летием со дня рождения Коста Хетагурова по просьбе общественности Северной Осетии решением правительства РСФСР Северо-Осетинскому государственному педагогическому институту было присвоено имя Коста Левановича Хетагурова.
В 1959 году в СССР торжественно отмечали 100-летие Коста Хетагурова.
В Москве, в Кремлёвском театре, 23 октября 1959 г., состоялось торжественное заседание, посвященное столетию со дня рождения К. Хетагурова. С программной речью на заседании выступил Тихонов, Николай Семенович. 13 октября 1959 года в газете Правда на второй полосе вышла обширная статья первого секретаря Северо-Осетинского Обкома КПСС В. Агкацева «Великий народный поэт Осетии», посвященная 100-летию К. Л. Хетагурова . В 1959—1961 году вышло 2е издание полного академического собрания сочинений Коста Хетагурова. Год 100-летия со дня рождения поэта — отмечен подъёмом числа изданий произведений самого Коста Хетагурова (5) и изданий о нём (10).
К столетию Коста в Орджоникидзе был открыт Дом-музей К. Л. Хетагурова. В Орджоникидзе прошла выставка произведений живописи и графики Коста Хетагурова. На киностудии «Грузия-фильм» к 100-летию поэта был создан х\ф «Фатима» (1959), на киностудии «Ленфильм» был выпущен художественный фильм «Сын Иристона», посвящённый жизни и деятельности К. Хетагурова. В день 100-летия со дня рождения Коста Хетагурова в Ставрополе, в центре города, был открыт памятник К. Л. Хетагурову скульптора Ф. Перетятько. Тогда же, расположенная неподалеку улица Европейская, была переименована в Хетагурова.
В 1979 году в СССР торжественно отмечали 120-летие со дня рождения Коста.
Торжественные мероприятия проводились в Северной Осетии, Цхинвали, в Москве. В Москве, в Колонном зале Дома Союзов собрались руководители и члены Московской писательской организации, представители общественности, многочисленные гости. Заседание открыл секретарь правления Союза писателей СССР Н. Грибачев, на вечере выступали секретарь правления Союза писателей РСФСР Д. Кугультинов, А. Алексин. На торжественном вечере в зале Северо-Осетинского драматического театра выступали А. Кешоков, Н.Доризо, народная поэтесса Калмыкии Б.Сангаджиева, председатель правления Союза писателей Кабардино-Балкарии А.Шогенцуков, адыгейский народный поэт К. Жанэ. В 1979 г., 120-летию со дня рождения Коста Хетагурова, вышло в свет издание повести «Фатима», включившее помимо оригинального текста, выполненный Х. Н. Ардасеновым перевод на осетинский язык, издавались лирические произведения, а из работ о поэте — 4 исследования и 1 библиографический указатель.
2009 год в Северной Осетии объявлен годом Коста Хетагурова.
В ознаменование 150 годовщины со дня рождения К. Л. Хетагурова, 2009 год объявлен в Осетии Годом Коста Торжественные мероприятия, приуроченные к юбилею классика, проходили не только в Осетии, но и в тех регионах России, которые были тесно связаны с жизнью и творчеством Коста — Москве, Санкт-Петербурге, Ставрополе, Пятигорске, Карачаево-Черкесии.
2019 год в Северной Осетии объявлен годом Коста Хетагурова.
В 2019 году отмечается 160 лет со дня рождения Коста Левановича Хетагурова . Распоряжением Правительства Республики Северная Осетия-Алания № 211-р от 25 июня 2019 года был утвержден план мероприятий, посвященных 160-летию Коста Хетагурова. Юбилейные мероприятия проводились в Северной Осетии, в Кисловодске, в Южной Осетии. Центром празднования стал посвященный юбилею Гала-концерт, музыкально-поэтическое приношение «Весь Мир — Мой храм», проходивший 28 октября на сцене Государственного академического Большого театра России, в рамках Дней осетинской культуры в г. Москве.

## День осетинского языка и осетинской литературы
Дне осетинского языка и осетинской литературы утвержден указом Президента РСО-Алания в 2003 г. Проведение Дня осетинского языка и литературы приурочено ко времени выхода в свет жемчужины осетинской поэзии — «Ирон фандыр» («Осетинская лира») Коста Хетагурова (май 1899 года) и отмечается начиная с 2003 года, ежегодно 15 мая.

## Названия улиц
Именем Коста Хетагурова назван Центральный парк культуры и отдыха во Владикавказе. В Цхинвали имя Коста носит сквер в центре города.
В честь Хетагурова названа самая длинная улица Владикавказа — проспект Коста. Во Владикавказе есть также историческая старая улица Коста Хетагурова (здесь располагается Осетинская церковь, где похоронен К. Л. Хетагуров).
Улицы Хетагурова есть практически в каждом городе или селе Северной Осетии: в Алагире, Моздоке, Беслане, в с. Эльхотово, с. Ногир, с. Тарское, Зильги, и др. Имя Хетагурова носят улицы в Черкесске, Ставрополе, Пятигорске, Нальчике, Херсоне, Очакове, Тбилиси, Алма-Ата, Кривом Роге, Уфе, улица в селении Коби Шелковского района Чеченской Республики, улица в городе Кырджали в Болгарии.,

## Памятники Коста Хетагурову
Объекты культурного наследия
- Памятник на могиле К. Л. Хетагурова, во дворе Храма Рождества Богородицы, скульптор С. П. Санакоев, 1956 г[28].  161410017050006
- Горельеф Коста Левановича Хетагурова на стене южного фасада здания школы № 13 им КЛ Хетагурова.
- В 1955 году был открыт памятник К. Л. Хетагурову скульптора С. Д. Тавасиева перед зданием Осетинского драматического театра им. В. В. Тхапсаева в Орджоникидзе[29].
- Во Владикавказе  в 2010 году установлен памятник К. Л. Хетагурову на проспекте Мира,  скульптора, академика РАХ Владимира Соскиева)[30]. Другой памятник Коста Хетагурову Владимира Соскиева установлен в Санкт-Петербурге, в саду Академии художеств, где учился Коста.

Другие памятники
На Родине Коста Хетагурова, в Северной Осетии, в городах и селах Южной Осетии, в городах России и мира установлены десятки памятников Коста Хетагурову.

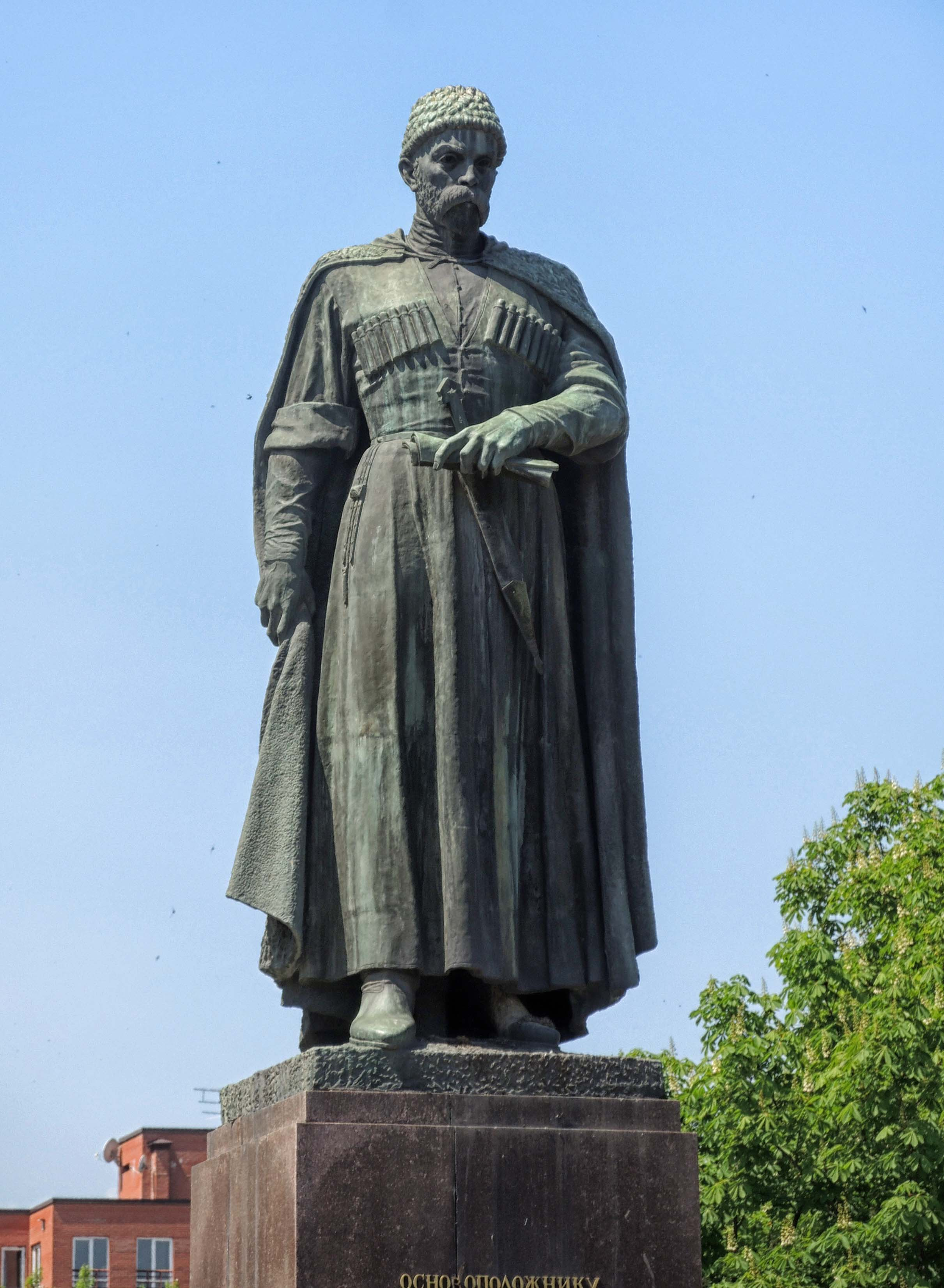
Памятник К. Л. Хетагурову перед зданием Осетинского драматического театра

В Орджоникидзе первый памятник Коста Хетагурову был открыт в 1939 году в Центральном парке культуры и отдыха им. К. Л. Хетагурова.
В селе с. Нар, на родине Коста, первый памятник был воздвигнут в 1939 году, рядом с домом-музеем поэта. В 1991 году выше по склону был установлен памятник Хетагурову скульптора Н. Ходова. Есть памятник Коста Хетагурову и в селении Коста Хетагурова, где прошли последние годы жизни Коста (скульптор А. У. Дзантиев, 1944).

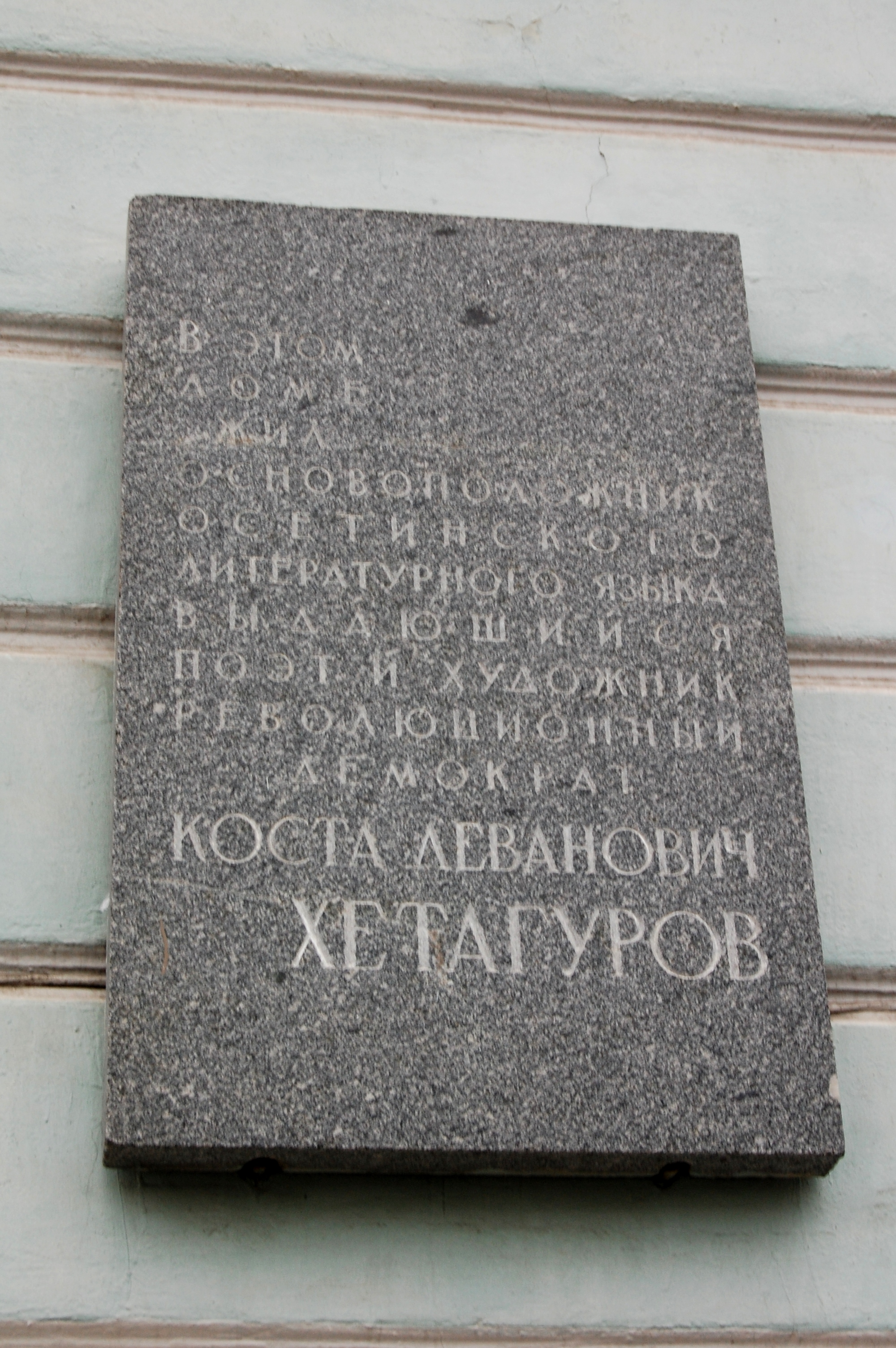
Санкт-Петербург. Памятная доска на фасаде дома № 17 по Набережной реки Мойки

На стене дома в Санкт-Петербурге (Набережная реки Мойки, 17), где Хетагуров жил во время учёбы в Академии художеств, установлена мемориальная доска.
В Северной Осетии памятники Коста установлены в Алагире, в Ардоне, Моздоке, с. Коста, с. Чермен, с. Зильга, с. Чикола, с. Эльхотово и др.
В столице Южной Осетии, в Цхинвале, в сквере имени Коста 1940 г. установлен памятник К. Л. Хетагурову скульптора Инала Дзантиева. В Южной Осетии памятники Коста Хетагурову установлены в с Хетагурово, пос. Ленингор, с. Дзау.
Памятники Коста установлены в Ставрополе, Пятигорске. В Ставрополе мемориальная доска установлена на здании бывшей мужской гимназии, в которой учился Коста и на доме художника-педагога В. А. Смирнова, в котором Коста Хетагуров жил в 1893 году, после возвращения из первой ссылки.
В Грузии памятники Коста установлены в Тбилиси (скульптор Мераб Гаглоев, 2007 г) и в с. Арешперани, Грузия (Осетинское поселение в Кахетии).
Памятники Коста установлены в Болгарии, в Кырджали и в Плиске.

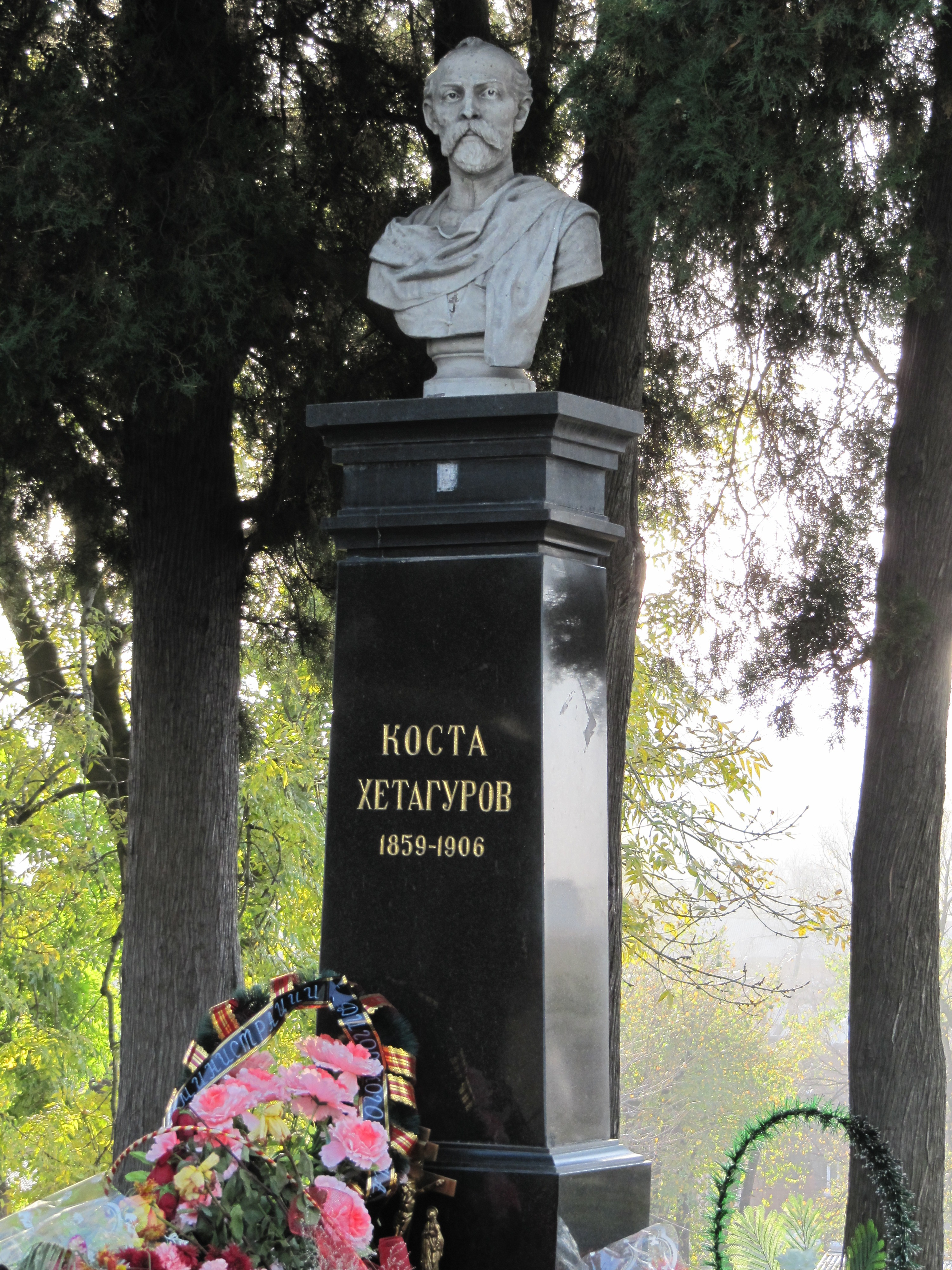
Памятник Коста Хетагурову на его могиле возле осетинской церкви во Владикавказе, 1956 год

- Владикавказ. Памятник К. Л. Хетагурову перед зданием Осетинского драматического театра им. В. В. Тхапсаева, скульптор С. Д. Тавасиев, архитектор И. Г. Гайнутдинов, установлен в 1955 г.[29]
- Владикавказ. Памятник К. Л. Хетагурову во дворе осетиноязычной школы № 13 в исторической части города
- Владикавказ. Памятник К. Л. Хетагурову на проспекте Мира, скульптор Владимир Соскиев), установлен в 2010 г.[30]
- Владикавказ. Бюст К. Л. Хетагурова в Центральном парке культуры и отдыха им. К. Л. Хетагурова, скульптор А. У. Дзантиев, 1939[31]

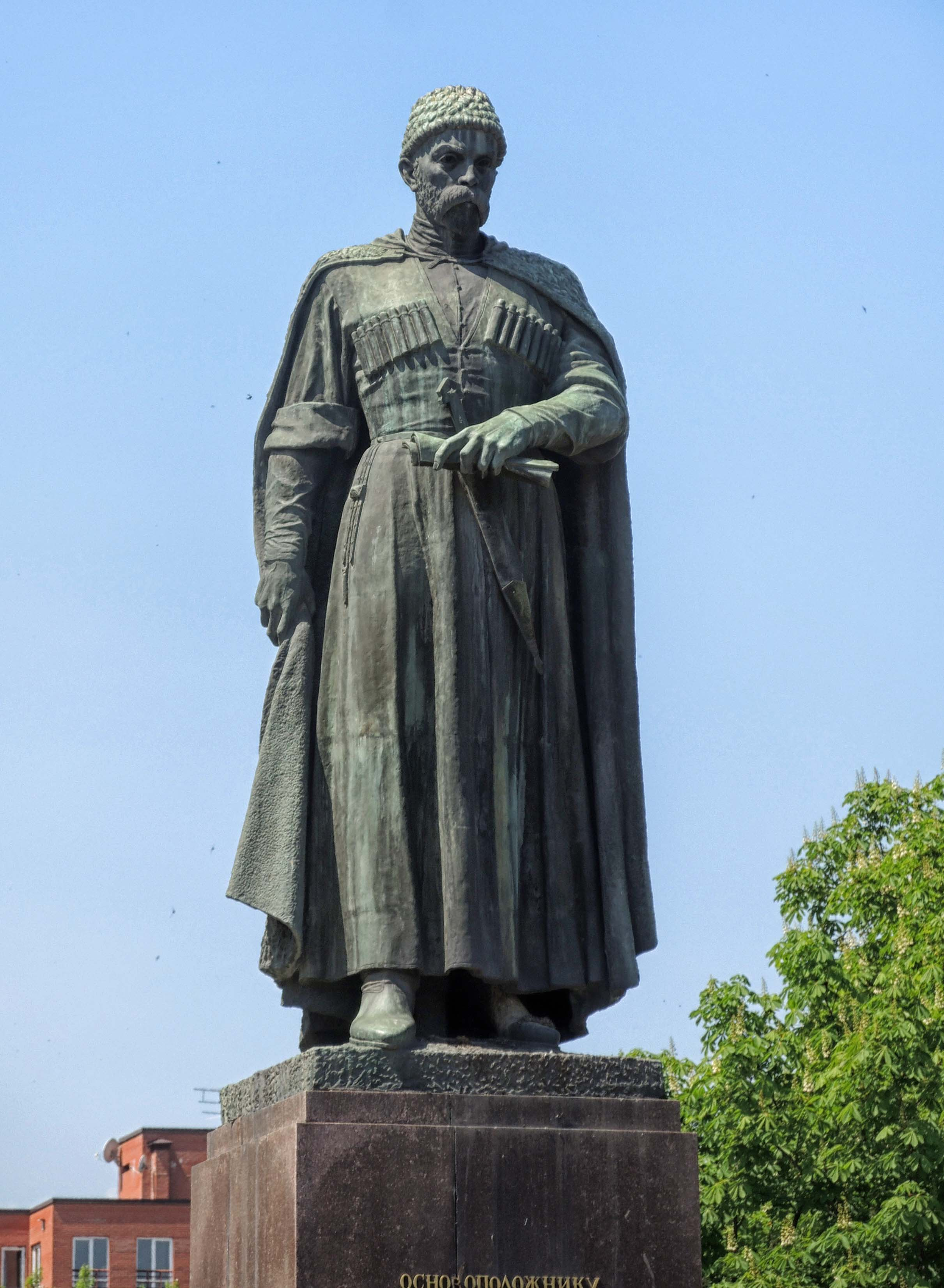
Памятник К. Л. Хетагурову перед зданием Осетинского драматического театра

- с. Нар — село в отдалённом ущелье, где родился поэт (Северная Осетия, Алагирский Район), скульптор Н. Ходов, 1991[32]
- поселок Мизур, Северная Осетия, Алагирский Район, Памятник К. Л. Хетагурову, скульптор Инал Дзантиев, 1956 г.[43]
- осетинское селение имени Коста Хетагурова (в народе «Осетиновка», по осетински «Лабӕ») (Карачаево-Черкесия), памятник К. Л. Хетагурову, скульптор А. У. Дзантиев, 1944[31][44]
- в городе Алагир;
- с. Коста, Ардонский район, памятник К. Л. Хетагурову[33]
- с. Чермен во дворе школы № 2
- с. Зильга. Бюст Коста Хетагурова, скульптор И. Хаев, 2019 г.[34]
- в городе Ардон
- в городе Моздок
- в селении Чикола. Бюст К. Л. Хетагурова, скульптор Александр Аполлонов, 2019 г.[35]
- в селении Эльхотово
- в селении Хетагурово Цхинвальского района Республики Южная Осетия
- пос. Ленингор, в центре посёлка в сквере
- В столице Республики Грузия Тбилиси в центре города открыт памятник, скульптор Мераб Гаглоев, 2007 г.[45]
- с. Арешперани, Грузия (осетинское поселение в Кахетии)

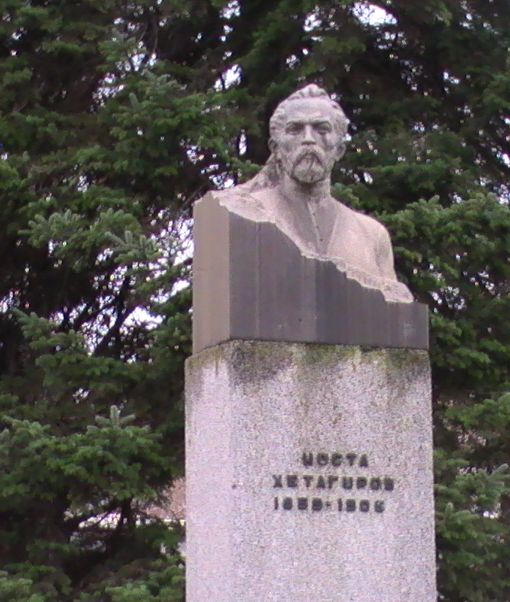
Памятник К. Л. Хетагурову перед Домом культуры в городе Кырджали

- г. Кырджали, Болгария. Бюст Хетагурова на центральной площади[41]
- г. Плиска, Болгария. В культурно-историческом комплексе «Двор кириллицы», скульптор Ибрагим Хаев, 2018 г[42]
- г. Цхинвал. Памятник К. Л. Хетагурову в сквере имени Коста, скульптор Инал Дзантиев, 1940 г.[36]
- с. Дзау. Бюст К. Л. Хетагурова, скульптор В. Хаев, 2018 г.[37]
- г. Санкт-Петербург. Памятник К. Л. Хетагурову в саду Академии художеств скульптор Владимир Соскиев, 2009 г[46]
- г. Ставрополь. Памятник К. Л. Хетагурову на пересечении пр. Карла Маркса и ул. Коста Хетагурова, скульптор Ф.Перетятько, 1959[38][47]
- г. Пятигорск. Бюст К. Л. Хетагурова установлен на боковой аллее пл. Ленина, выходящей на улицу Хетагурова, скульптор Георгий Сабеев, 2009 г[39]

## В популярной культуре

### Музыка
Осенью 1900 в селе Тменикау появилась первая народная песня «Къостайы кады зарæг».
С именем Коста связана важная для осетинской музыки тема поэта и нации, художника и его предназначения. Героико-патетический модус таких произведений, как хоры «Наертон поэт» З. Гаглоева на слова Г. Дзугаева (1940), «Наш Коста» З. С. Хабаловой на слова В. Гудимова (1979), «Коста, ты — Прометей» А. Т. Ачеева (1969), оратория «Певец народа» Д. С. Хаханова на слова Г. Дзугаева (1959), кантата «Певец земли родной» Т. С. Хосроева на стихи Г. Цаголова, А. Гулуева (1965), нашел отражение в музыке эпико-торжественной, отличающейся плотной, разнообразной фактурой, масштабными образами, синтезирующей оригинальный тематизм с народно-песенными лексемами. Осмысление композиторами драматических страниц жизни «певца, гонимого судьбою», его стихов, пронизанных душевной болью, чувством одиночества и неприкаянности появляются «Элегия памяти К. Хетагурова» (1951) Л. Кулиева на слова Г. Плиева, оркестровая элегия «Памяти Коста» (1955) Н. А. Карницкой, симфоническая поэма «Коста» (1952) А. Т. Кокойти. Особое место в этом ряду занимает народная героико-эпическая музыкальная драма Х. С. Плиева «Коста».
Творения Коста были и остаются ценнейшим источником вдохновения для композиторов, а музыка его бессмертных строк будет жить вечно в сердце народа.
Музыкальные произведения посвященные Коста Хетагурову:
- «Наертон поэт» З. Гаглоева на слова Г. Дзугаева (1940),
- «Наш Коста» З. Хабаловой на слова В. Гудимова (1979),
- «Коста, ты — Прометей» А. Ачеева (1969),
- Оратория «Певец народа» Д. Хаханова на слова Г. Дзугаева (1959),
- Кантата «Певец земли родной» Т. С. Хосроева на стихи Г. Цаголова, А. Гулуева (1965)
- «Элегия памяти К. Хетагурова» (1951) Л. Кулиева на слова Г. Плиева,
- Оркестровая элегия «Памяти Коста» (1955) Н. Карницкой,
- Симфоническая поэма «Коста» (1952) А. Кокойти.
- «Коста» (1960) Х. С. Плиева
- Пятая симфония Д. Хаханова (1979),
- Пятая симфония «Коста Хетагуров» З. Хабаловой (1989),
- Кантата «Памяти Коста» Н. Кабоева на стихи И. Гуржибековой (1999)

### Кинематограф
К. Хетагуров стал главным персонажем ряда произведений, которые с большей или меньшей точностью отражают его биографию:
- Сын Иристона (СССР, 1959, киностудия «Ленфильм», режиссёр Владимир Чеботарёв, сценаристы Роман Фатуев, Максим Цагараев)
- Возвращение Коста (СССР, 1967, киностудия Грузия-Фильм, режиссёр Иоаким Шароев, сценаристы Максим Цагараев, Иоаким Шароев, Юрий Чулюкин)
- Коста. (Россия, 2017, ГТРК Алания, автор сценария и режиссёр Мурад Джусойты)
- Коста Хетагуров. Завещание (СССР, 1989, «Северо-Осетинское телевидение», режиссёр Рафаэль Гаспарянц, сценарий Рафаэль Гаспарянц)
- Весь мир — мой храм! Коста Хетагуров. (Россия, 2014, «Алания Кино», режиссёр Рафаэль Гаспарянц, сценарий Рафаэль Гаспарянц)

## В филателии
Почта СССР дважды (1960, 1989) выпускала марки, посвящённые Коста Хетагурову

Почтовые марки, художественный маркированный конверт
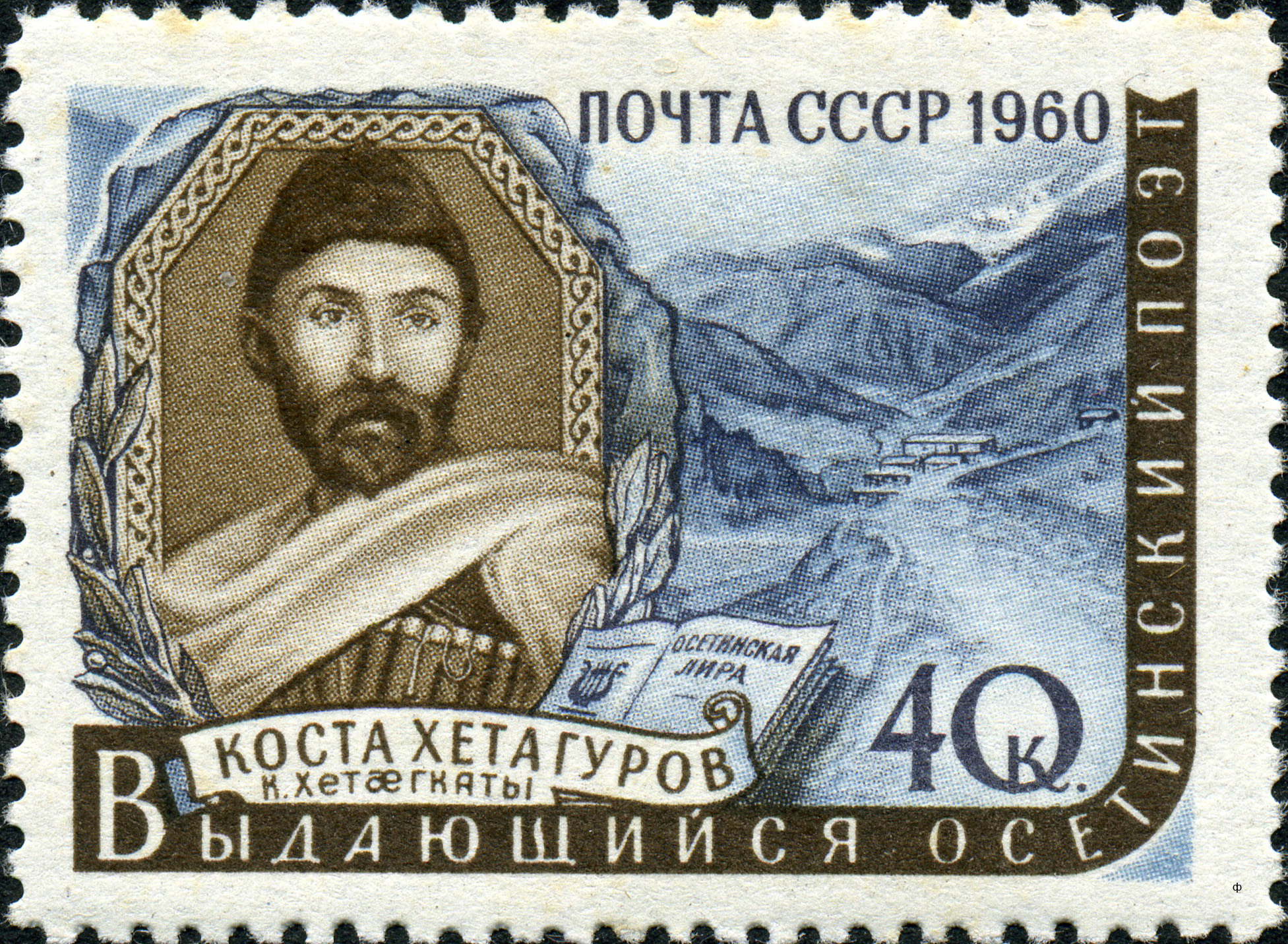
Марка СССР, 1960 год,  (ЦФА [АО «Марка»] #2442; Mi #2359).
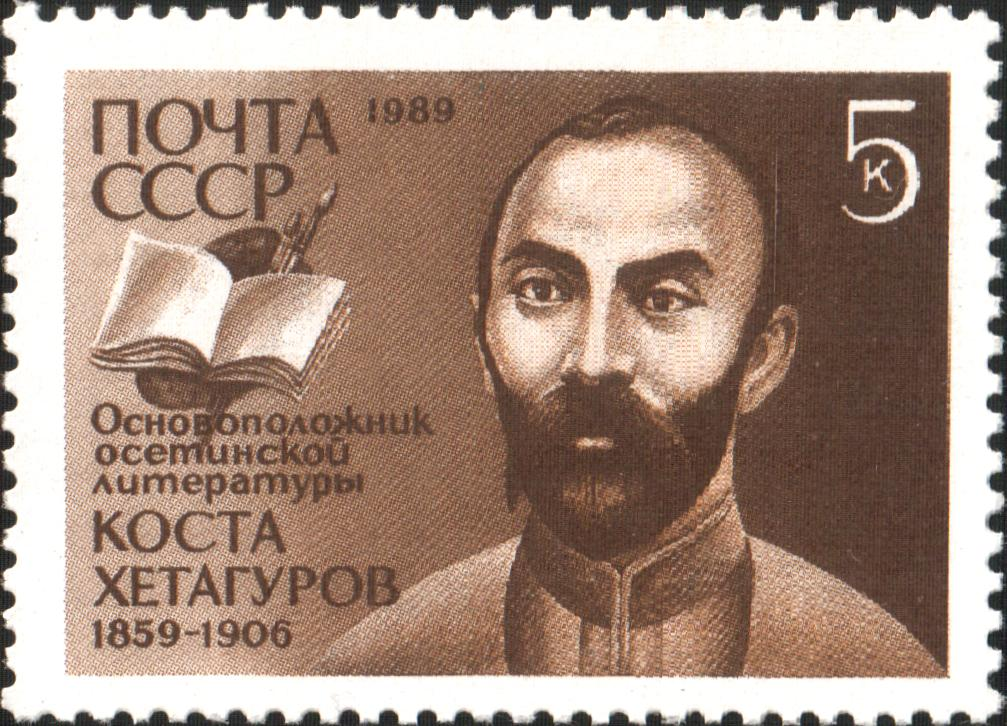
Марка СССР, 1989 год,  (ЦФА [АО «Марка»] #6112; Mi #5993).
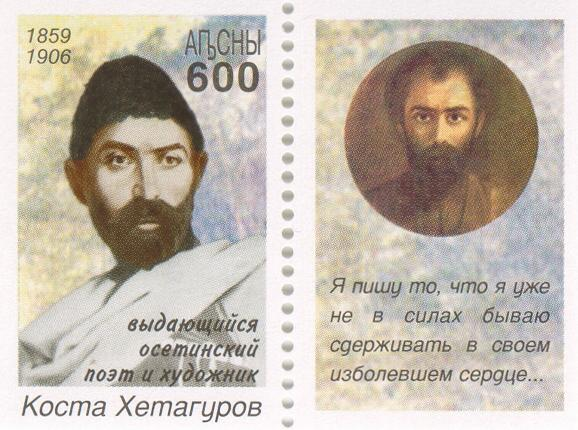
Марка Абхазии, 1996 год,  (Mi #137).
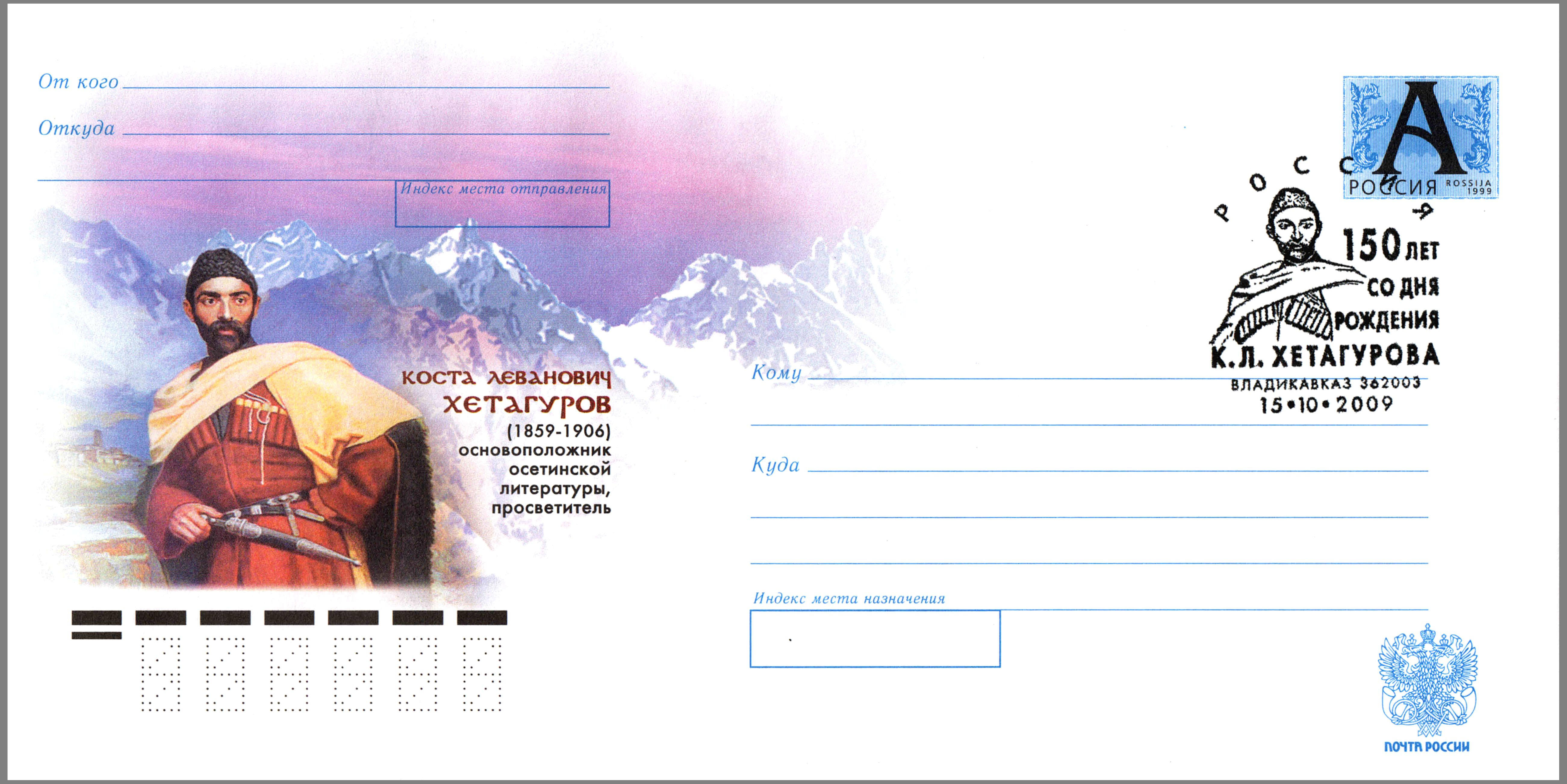
ХМК, Россия, 2009 год,  (ЦФА [АО «Марка»] № 169К-2009/2009). На конверте — картина А.В. Джанаева «Коста», 1959 г.

## В нумизматике

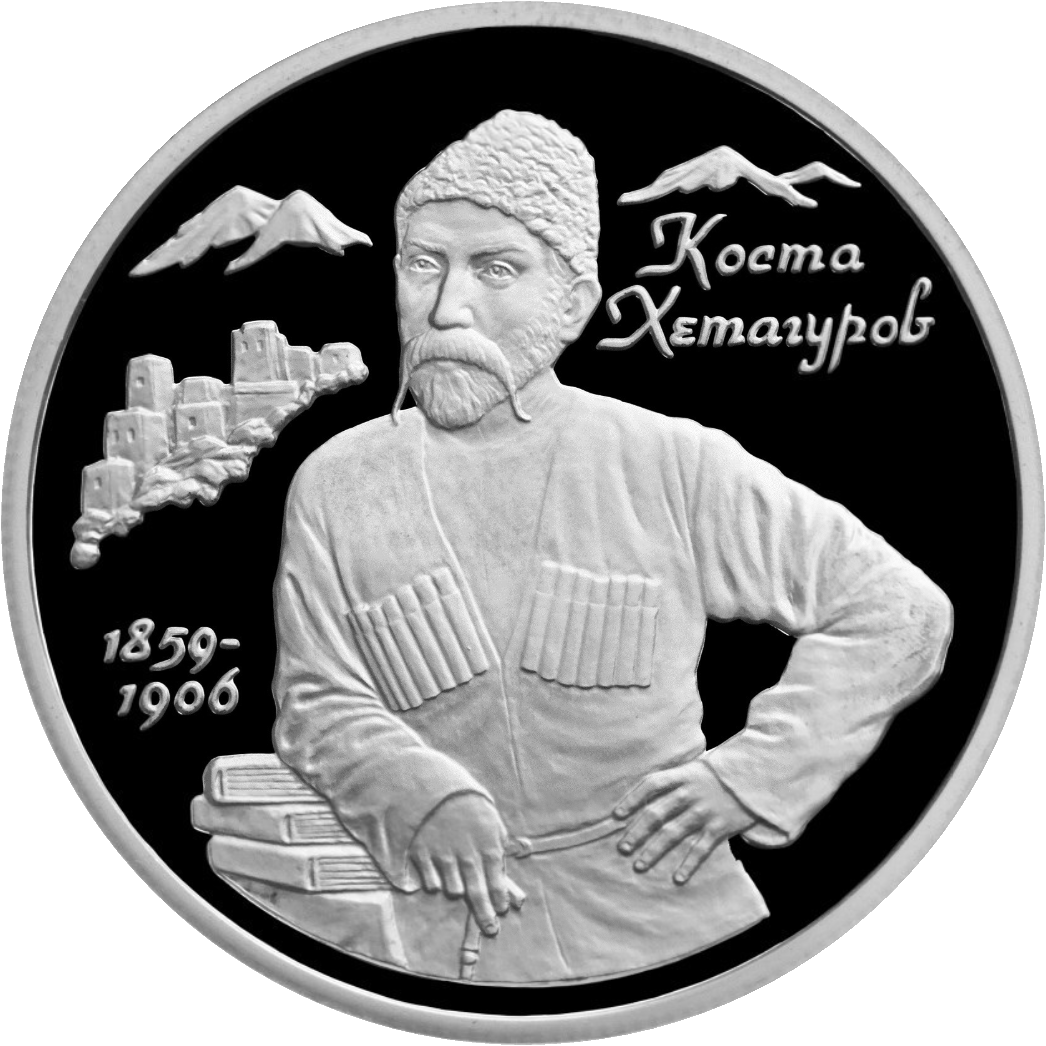
Памятная монета Банка России, посвящённая 140-летию со дня рождения Коста Хетагурова. 2 рубля, серебро, 1999 год

- В 1999 году Банк России выпустил юбилейную двухрублевую монету посвящённую 140-летию со дня рождения Коста Хетагурова[50]. В настоящее время данная монета является относительно редкой, в виду её малого тиража в 3000 экземпляров